# Der Kapitän geht als Letzter von Bord

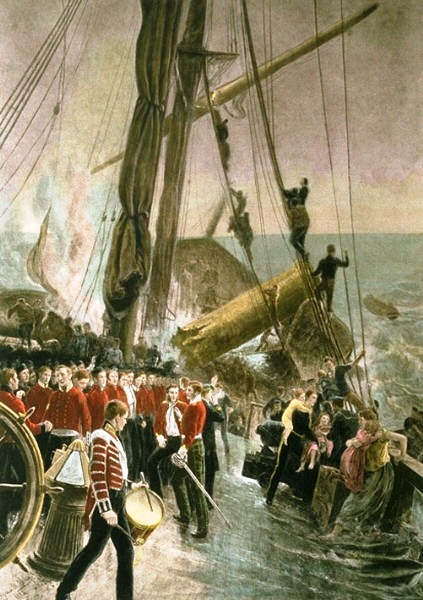
Der Kapitän und seine Soldaten verbleiben auf der sinkenden HMS Birkenhead, während Frauen und Kinder ein Rettungsboot besteigen (Gemälde von Thomas Hemy um 1892)

Der Kapitän geht als Letzter von Bord oder der Kapitän geht mit seinem Schiff unter ist eine maritime Regel und Tradition, laut der ein Kapitän beim Untergang des Schiffes bis zuletzt die Verantwortung für Schiff, Besatzung und Passagiere trägt und diese retten muss.

## Schifffahrt

### Geschichte
Die Phrase wurde im April 1912 durch den Untergang der Titanic bekannt, existierte aber schon mindestens elf Jahre zuvor.
Das Konzept ist eng mit einer anderen im 19. Jahrhundert niedergeschriebenen Regel verwandt: „Frauen und Kinder zuerst!“ Beide verkörpern das Ideal der Ritterlichkeit, infolgedessen von den oberen Klassen Ehre, Dienst und Respekt für die Benachteiligten verlangt wurde.

### Praxis
Das Konzept bedeutet wörtlich, dass der Kapitän die letzte Person ist, die ein Schiff verlässt, bevor dieses sinkt oder vollkommen zerstört wird, und dass er, wenn er nicht in der Lage ist, seine Besatzung und die Passagiere zu retten, auch auf die Rettung seines eigenen Lebens verzichten muss. Im Seerecht ist die Anwesenheit des Kapitäns von höchster Bedeutung, unabhängig vom Zustand des Schiffes, sodass das Verlassen des Schiffes rechtliche Konsequenzen insbesondere für das Bergerecht Fremder hat. Selbst wenn der Kapitän in einer Notlage das Schiff verlässt, endet seine Verantwortung dafür nicht, und er ist verpflichtet, zu seinem Schiff zurückzukehren, sobald die Gefahr nachlässt.
Wenn ein militärischer Kapitän ein Schiff in Kriegszeiten verlässt, kann dies wie Fahnenflucht oder Meuterei als Kapitalverbrechen geahndet werden, sofern er das Schiff anschließend nicht versenkt oder das Sinken abwartet. In vielen Ländern gelten das „vorzeitige Verlassen des Schiffs durch die Schiffsführung“ und das „Zurücklassen Hilfsbedürftiger“ als strafbare Handlungen (beispielsweise der italienische Codice della Navigazione §§ 303, 1097).
DeutschlandIm deutschen Strafrecht ist das vorzeitige Verlassen des Schiffes durch die Schiffsführung kein eigener Straftatbestand. Jedoch kann sich der Kapitän wegen Totschlags durch Unterlassen (§§ 212, 13 StGB) und Unterlassener Hilfeleistung (§ 323c StGB) strafbar machen, da er eine Garantenstellung gegenüber seinen Passagieren hat, die sich aus seerechtlichen Vorschriften ergibt. Dabei ist es jedoch nicht erforderlich, dass er im Wortsinne als Letzter auf dem Schiff bleibt. Es genügt, wenn er alles Mögliche unternimmt, um seine Passagiere zu retten, ohne sich selbst in Lebensgefahr zu bringen.
SchweizArt. 134 Abs. 1 Seeschifffahrtsgesetz (SSG) schreibt explizit vor: „Der Kapitän, der ein schweizerisches Seeschiff in Gefahr nicht als letzter verlässt, wird mit Gefängnis oder Busse bestraft.“ Auch ein Seemann, der ein in Gefahr befindliches Schiff ohne Erlaubnis des Kapitäns verlässt, muss mit einer Strafe rechnen.

### Beispiele

#### Kapitän blieb bis zum Schluss

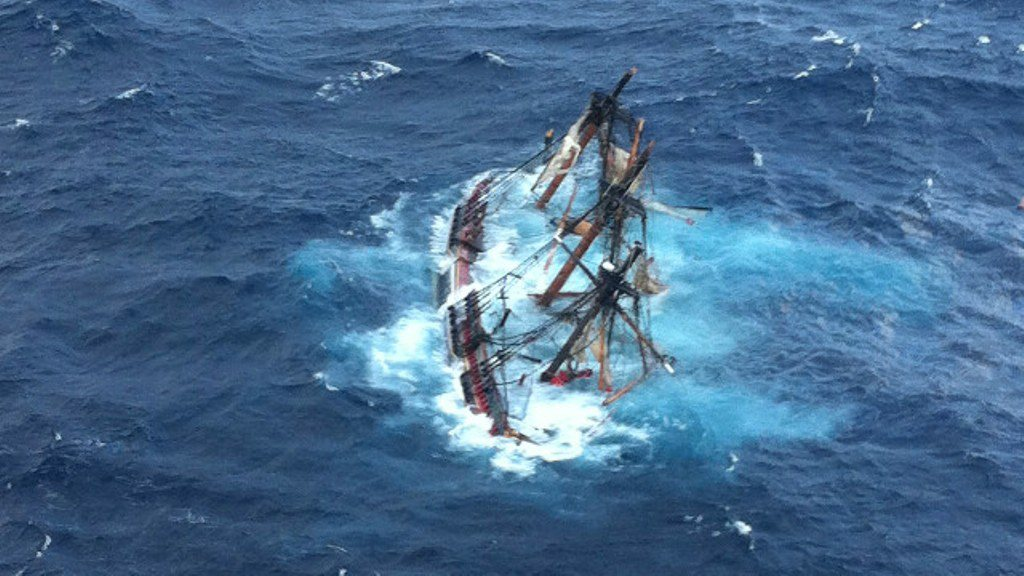
Das Segelschiff Bounty sank während des Hurrikans Sandy.

- 12. September 1857: William Lewis Herndon, dem Kapitän des sinkenden Postdampfers Central America, gelang es, trotz eines Orkans noch sämtliche an Bord befindlichen Frauen und Kinder sowie 44 männliche Passagiere auf die Brigg Marine bringen zu lassen, bevor diese durch den Sturm abgetrieben wurde. Kapitän Herndon verblieb mit den restlichen Passagieren auf dem Schiff und ging mit diesem unter.
- 22. Juni 1893: Vizeadmiral Sir George Tryon ging mit seinem Flaggschiff HMS Victoria nach einer Kollision mit einem Kriegsschiff unter. 357 Menschen starben, 358 wurden gerettet. Tryon hatte den Unfall mit einem Schiff seiner Flotte selbst durch seine Manöverbefehle verursacht.
- 15. April 1912: Edward Smith, der Kapitän der Titanic, wusste wenige Minuten nach der Kollision mit einem Eisberg, dass das Schiff nicht zu retten war, aber tat alles in seiner Macht Stehende, um eine Panik zu vermeiden. Als das Schiff sank, ging er in Richtung Brücke und starb vermutlich kurz danach unter nicht geklärten Umständen.[6] Seine letzten überlieferten Worte waren: „Be British“ („seid britisch“).
- 1. November 1918: Konteradmiral Janko Vuković-Podkapelski ging mit dem Flaggschiff Viribus Unitis im Hafen von Pula unter. Mit ihm starben über 400 Seeleute. Das Schlachtschiff war kurz vor Ende des Ersten Weltkriegs von italienischen Kampfschwimmern von einem bemannten Torpedo aus versenkt worden.
- 23. Januar 1930: Kapitän Theodor Dreyer starb bei dem Versuch, das auf Grund gesetzte Passagierschiff Monte Cervantes zu verlassen. Aufgrund des langsamen Ablaufes des Schiffbruches konnten sich tags zuvor sämtliche Passagiere und am Tag des Untergangs alle an Bord befindlichen Besatzungsmitglieder retten.
- 5. Juni 1942: Konteradmiral Yamaguchi Tamon blieb während der Schlacht um Midway an Bord des beschädigten Flugzeugträgers Hiryū und der Kommandant des Schiffes, Kapitän Kaku, folgte seinem Beispiel.
- 9. Dezember 1971: Mahendra Nath Mulla, der Kapitän der indischen Fregatte Khukri blieb mit mindestens 194 Besatzungsmitgliedern an Bord, als diese innerhalb von zwei Minuten sank.
- 23. März 2008: Das Krabbenfangschiff Alaska Ranger ging in der Beringsee unter, wobei der Kapitän mit dem Schiff unterging, aber 42 der 47 Besatzungsmitglieder gerettet wurden.[7]
- 29. Oktober 2012: Robin Walbridge, der Kapitän der 1961 vom Stapel gelaufenen Bounty, wurde während der Evakuierung der Besatzung von Bord gespült. 15 Besatzungsmitglieder wurden gerettet, eines verstarb kurz darauf im Krankenhaus, der Kapitän blieb vermisst.[8] Die offizielle Untersuchung des National Transportation Safety Boards sieht in der „fahrlässigen Entscheidung des Kapitäns“, mit einem alternden Schiff und einer unerfahrenen Besatzung in einen vorhergesagten Hurrican zu fahren, die Hauptursache für den Schiffbruch.[9]
- 28. Dezember 2014: Bei der Havarie der Norman Atlantic soll Kapitän Argilio Giacomazzi laut Medienberichten das Schiff als Letzter verlassen haben.[10]

#### Kapitän blieb nicht bis zum Schluss

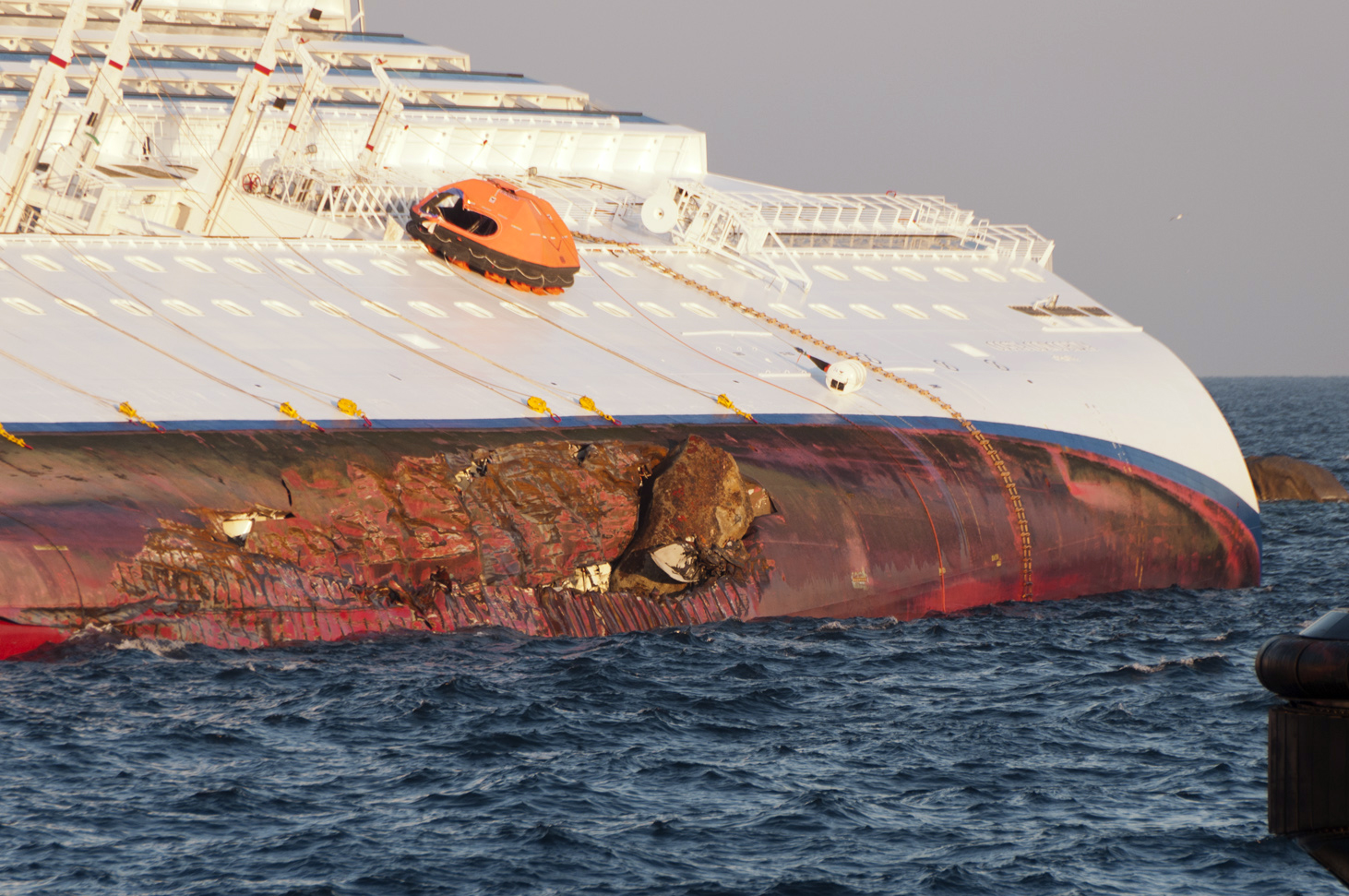
Die auf Grund liegende Costa Concordia. Im Rumpf steckt noch ein Stück des Felsens, mit dem das Schiff kollidierte.

- 4. August 1991: Einige Offiziere des sinkenden Kreuzfahrtschiffs Oceanos verließen dieses in einem der ersten Rettungsboote. 225 Menschen mussten zurückbleiben, darunter auch Senioren und Kinder, weil die verbliebenen Rettungsboote nicht mehr zugänglich waren. Kapitän Yiannis Avranas war bei der späteren Luftrettung einer der ersten, die sich vom Deck des nunmehr mit 40 Grad Schlagseite liegenden Schiffs von einem Helikopter hochziehen ließen.[11][12]
- 13. Januar 2012: Francesco Schettino, der Kapitän des Kreuzfahrtschiffes Costa Concordia, verließ sein Schiff vor Abschluss der Evakuierung. Er wurde von den italienischen Behörden in Untersuchungshaft genommen[13] und mehrerer Vergehen (u. a. fahrlässige Körperverletzung und Tötung sowie unterlassene Hilfeleistung durch das vorzeitige Verlassen des Schiffs) angeklagt.[14][15][16][17] Schettino wurde am 11. Februar 2015 erstinstanzlich zu 16 Jahren Freiheitsstrafe verurteilt.[18] Das Gericht verurteilte ihn wegen Schiffbruchs, fahrlässiger Tötung und fahrlässiger Körperverletzung sowie Zurücklassung Hilfsbedürftiger in Tateinheit mit vorzeitigem Verlassen des Schiffs.
- 16. April 2014: Auf der sinkenden RoRo-Fähre Sewol mit 476 Menschen an Bord verließ der 68-jährige Kapitän Lee Joon-seok das Schiff offenbar 30 bis 40 Minuten, nachdem es in Schräglage geraten war. Die Besatzung hatte die Passagiere nach Absetzen des Notrufs aufgefordert, in ihre Kabinen zurückzukehren. Die 174 Geretteten, darunter die meisten Besatzungsmitglieder und der Kapitän, hatten sich etwa eine halbe Stunde, nachdem das Schiff in Schräglage geraten war, dieser Aufforderung widersetzt. Von den 46 Rettungsbooten an Bord der Sewol wurde nur eines zu Wasser gelassen. Am 10. Juni 2014 begann vor Gericht der Stadt Gwangju der Prozess gegen Kapitän Lee Joon Seok und 14 weitere Angeklagte. Am 11. November 2014 wurde der Kapitän zu einer Haftstrafe von 36 Jahren verurteilt, seine Besatzungsmitglieder wurden zu Haftstrafen von jeweils 15, 20 und 30 Jahren verurteilt. Das Urteil gegen den Kapitän wurde in einem späteren Berufungsverfahren zu einer lebenslangen Haft erhöht.[19]

## Luftfahrt

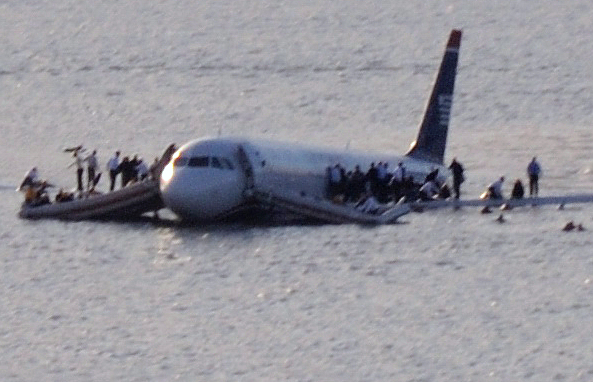
Notwasserung des US-Airways-Flugs 1549 auf dem Hudson River

Das Konzept wurde in der Luftfahrt explizit auf den verantwortlichen Luftfahrzeugführer (Pilot in Command) übertragen.
Chesley Sullenberger, der Pilot des US-Airways-Flugs 1549, war die letzte Person, die das auf dem Hudson River erfolgreich notgewasserte Flugzeug verließ, nachdem er zweimal das gesamte Flugzeug nach potentiell verbliebenen Insassen durchsucht hatte.
Der Pilot des Japan-Airlines-Flug 516 bei der Flugzeugkollision von Tokio-Haneda 2024 verließ zuletzt das brennende Flugzeug.

## Eisenbahn
Bei der Eisenbahn sind der Zugführer und der Lokomotivführer für die Sicherheit ihrer Fahrgäste verantwortlich.
Der Triebfahrzeugführer André Tanguy forderte kurz vor dem bevorstehenden Eisenbahnunfall im Gare de Lyon über die Sprechanlage des Zuges die Fahrgäste wiederholt auf, den Zug sofort zu verlassen. Als er den auf ihn zukommenden Zug sah, blieb er gleichwohl am Mikrofon und wiederholte seine Warnung. Er rettete damit vielen Fahrgästen das Leben. Er selbst überlebte den Aufprall nicht.